# Batak simalungun
Batak simalungun (též Simalungun) je jazyk používaný národem Simalungun na Severní Sumatře v Indonésii. Patří do širší jazykové rodiny batackých jazyků, např. spolu s jazyky batak karo nebo batak toba. Batacké jazyky samotné jsou součástí malajsko-polynéské jazykové rodiny, jedné z jazykových rodin austronéských jazyků.
Počet mluvčích se odhaduje zhruba na 1, 2 milionu (podle jazykové databáze Ethnologue), jiné zdroje ovšem uvádějí mnohem nižší počtu (150 000 podle jazykové encyklopedie Omniglot). Zapisuje se latinkou, ovšem historicky se používala i abugida označovaná jako batacké písmo.

## Ukázka jazyka
Začátek Otčenáše v jazyce batak simalungun:
| „ | ʻHam Bapanami na i nagori atas. Sai napapansing ma Goran-Mu. | “ |

Český překlad:
| „ | Otče náš, jenž jsi na nebesích, posvěť se jméno tvé. | “ |